# Droit des gens
Le « droit des gens » (traduction du latin jus gentium, gens, gentis, signifiant « nation », « peuple ») est soit les droits minimums accordés aux membres des peuples étrangers pris individuellement, y compris ennemis (devenus les droits de l’homme), soit le droit des nations étrangères prises collectivement.
Le droit des gens, appelé aussi dans la tradition protestante droit naturel public, est à l'origine du droit de la guerre et du droit international[pas clair].
Le droit des gens est aussi un ouvrage d'Emer de Vattel, reconnu comme le livre essentiel du droit international. Seulement le premier livre du droit des gens traite aussi de la nation.
Cette expression est toujours usitée dans certains espaces francophones, tels que la Belgique.

## Lejus gentiumà Rome
Jusqu'à l'édit de Caracalla de 212, qui accorde la citoyenneté romaine à tous les hommes libres, le droit romain distinguait les citoyens romains des pérégrins, qui étaient des hommes libres non citoyens. Le jus gentium fut ainsi développé par les préteurs pérégrins, créés en 242 av. J.-C., afin de régler les litiges opposant citoyens et étrangers, notamment dans le cadre commercial : c'était ainsi un véritable droit commercial qui se développa aux côtés du ius civile, applicable aux litiges entre citoyens.
Un type de préteur spécifique, le « préteur pérégrin », fut créé par une loi afin de trancher ces litiges commerciaux. Peu à peu, néanmoins, les juristes intégrèrent le ius gentium au ius civile, ce qui favorisa un assouplissement des règles strictement ritualisées de ce dernier.
Les juristes romains se sont demandé pourquoi le ius gentium (les lois qui s'appliquent aux citoyens romains et aux pérégrins) était généralement accepté par tous ceux qui vivaient dans l'Empire romain. Leur conclusion était que ce droit a un sens pour une personne raisonnable et est ainsi suivi. On a donc appelé tout droit qui aurait un sens pour une personne « normale » le ius naturale (« droit naturel »).
L’esclavage faisait partie du ius gentium de l’Empire, car, selon l’opinio juris, l’esclavage était connu et accepté comme un fait dans toutes les parties du monde connu.

## Sources
- (en) Cet article est partiellement ou en totalité issu de l’article de Wikipédia en anglais intitulé « Ius gentium » (voir la liste des auteurs).

- (en) Cet article est partiellement ou en totalité issu de l’article de Wikipédia en anglais intitulé « Ius naturale » (voir la liste des auteurs).